# نصب ثورة العشرين
نصب ثورة العشرين هو نصب تذكاري أنشئ في سبعينيات القرن العشرين في إحدى ساحات النجف تخليدًا لذكرى ثورة العشرين التي انطلقت من المدينة.

## التصميم
بنيت الساحة لأول مرة في زمن الرئيس عبد الكريم قاسم أواخر الخمسينيات وكان يتوسطها تمثال عبد الكريم وهو يلقي التحية باتجاه العتبة العلوية، وبعد حركة 8 شباط 1963 أُزيل التمثال، وفي السبعينيات غُير اسمها إلى ساحة ثورة العشرين وأُجريت الحكومة منافسة لأجمل نصب معماري يُبنى في هذه الساحة وفاز تصميم المهندس محمد الجنابي الذي هو عبارة عن محارب ومدفع كبير يتوسط قاعدة كبيرة قيل إنها تمثل قبعة جندي بريطاني وقيل تمثل تاج ملك بريطانيا مقلوبًا تعبيرًا عن انتصار الثوار بالثورة وهزيمة الإنجليز بعد الاحتلال البريطاني للعراق وقيل إنها تمثل العقال العربي لشيوخ ثورة العشرين وقيل أيضا تمثل سور مدينة النجف القديمة، إلّا إن هذا النصب لم يكتمل بناؤه وبقيت فقط القاعدة لكنها أعطت منظرًا جميلًا للمكان ولاقى قبولًا وإعجابًا لسكان المحافظة. وفي عام 1986 فاز الخطاط جاسم النجفي في مسابقة على المستوى القطري لكتابة كلمة (ثورة العشرين) بمساحة 2 متر مربع لتكون النواة الأولى لتزيين نصب يخلد ثورة العشرين العراقية ضد الإنكليز، وكانت خطوطه المنفذة على هذا النصب التأريخي الذي أزيل عام 2008 تتضمن آيات قرآنية وخطبة للإمام علي بن أبي طالب تحث على الجهاد، نفذها النجفي على القاشاني التركوازي بـالخط الكوفي، إلا أن هذا النصب خُرب وسقطت أعمدته بعد غزو العراق أثناء المعارك الطاحنة على مدينة النجف في عام 2003 و2004 وبقي وضعه المُهدم على حاله حتى أزيل نهائيًا عام 2010 الأمر الذي أغضب أهالي النجف وأثار ضجةً في العراق وبنيت بدلًا عنه مُجسرات وحديقة ونافورة وبقيت تحمل نفس الاسم (ساحة ثورة العشرين).

## وصلات خارجية
- إزالة نصب ثورة العشرين وإستبداله بنصب جديد-قناة الفيحاء الفضائية